# Itinérance dans l'Union européenne
L’itinérance internationale dans l'Union européenne est encadrée depuis 2007 par une succession de règlements concernant entre autres la fixation de prix maximaux pour les communications mobiles dans l'Espace économique européen lorsque l'abonné est en mode itinérance à l'étranger. La finalité fut la suppression des frais d'itinérance le 15 juin 2017.
La législation européenne sur les frais d'itinérance a fait l'objet de plusieurs règlements de l'Union européenne :
- le règlement n° 717/2007 du 27 juin 2007[2] ;
- le règlement n° 544/2009 du 18 juin 2009[3] ;
- le règlement n° 531/2012 du 13 juin 2012[4] ;
- le règlement n° 2015/2120 du 25 novembre 2015[5] ;
- le règlement d'exécution n° 2015/2352 du 16 décembre 2015[6] ;
- le règlement d'exécution n° 2016/2286 du 15 décembre 2016[7] ;
- le règlement n° 2017/920 du 17 mai 2017[8] ;
- le règlement n° 2022/612 du 6 avril 2022[9].

## États participants

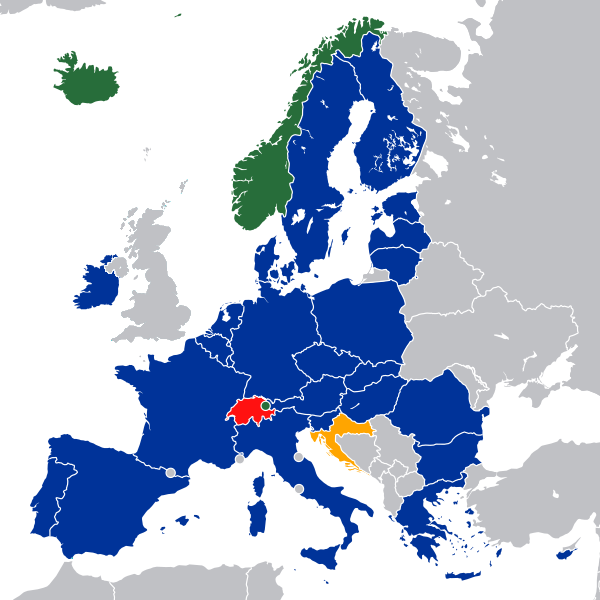
La zone concernée (en vert, en bleu et en jaune).

Les 30 États membres de l'Espace économique européen, c'est-à-dire les 27 États membres de l'Union européenne (régions ultrapériphériques incluses), ainsi que la Norvège, l'Islande et le Liechtenstein sont concernés par les derniers règlements sur l'itinérance.
- Allemagne
- Autriche
- Belgique
- Bulgarie
- Chypre
- Croatie
- Danemark
- Espagne
  -  Îles Canaries
- Estonie
- Finlande
- France
  -  Guadeloupe
  -  Guyane
  -  Martinique
  -  Mayotte
  -  La Réunion
  -  Saint-Martin
- Grèce
- Hongrie
- Irlande
- Islande
- Italie
- Lettonie
- Liechtenstein
- Lituanie
- Luxembourg
- Malte
- Moldavie
- Norvège
- Pays-Bas
- Pologne
- Portugal
  -  Açores
  -  Madère
- République tchèque
- Roumanie
- Slovaquie
- Slovénie
- Suède

- Ukraine (à partir du 1er janvier 2026).

Les pays et territoire d'outre-mers de l'Union et les îles Féroé, ne faisant pas partie de l'Union, ne sont pas soumis à cette réglementation. De même, en Andorre, à Monaco, à Saint-Marin, en Suisse et au Vatican, qui n'appartiennent ni à l'Union européenne, ni à l'Espace économique européen, les opérateurs de téléphonie mobile européens n'ont pas l'obligation réglementaire de s'y soumettre. Dans le cadre de sa sortie de l'Union européenne, le Royaume-Uni n'est plus concerné depuis le 1er janvier 2021.

## Appels vocaux
Le règlement du 30 septembre 2007 plafonnait le prix des appels vocaux passés d'un pays (autre que celui de l'opérateur d'origine du client) à un autre (quelconque) de l'Union à 49 c€/min pour les appels sortants, et 24 c€/min HT pour les appels entrants. Dès la fin de l'année 2007, les frais d'itinérance ont été réduits de 60 % en moyenne pour tous les consommateurs européens.
Depuis le 15 juin 2017, le tarif national est appliqué.

## SMS
En 2008, la Commission européenne prit acte de la mauvaise volonté des opérateurs de téléphonie mobile à faire jouer la concurrence : le prix des SMS en itinérance dans l'Union européenne était dix fois supérieur au prix de ceux envoyés dans le cadre d'un réseau national.
Le règlement du 18 juin 2009 visa à mettre fin à cette situation. Les tarifs d'itinérance furent plafonnés pour l'envoi d'un SMS d'un État membre à l'autre à 11 c€ HT en juillet 2009, à 9 c€ HT en juillet 2012 et à 6 c€ HT à partir du 1er juillet 2014. Le règlement interdit également aux opérateurs de facturer la réception d'un SMS reçu de l'étranger.
Depuis le 15 juin 2017 le tarif national est appliqué.

## Données téléchargées
Le règlement du 18 juin 2009 concerna également les tarifs des données téléchargées à partir d'un téléphone mobile, dont les prix pouvaient auparavant, en l'absence de toute régulation, atteindre 5 voire 6 €/Mo.
L'Union européenne limita le prix de gros des données téléchargées en itinérance à 1 €/Mo à partir de juillet 2009 dans les 27 États membres. Ce plafond fut abaissé par étapes jusqu'à atteindre 0,05 €/Mo le 30 avril 2017,,. 
Depuis le 15 juin 2017 le tarif national est appliqué.
Dès le 1er juillet 2022, les fournisseurs de services ne peuvent pas proposer des services d’itinérance à des conditions moins avantageuses que celles proposées au niveau national, si la même génération de réseaux et de technologies de communications mobiles est disponible sur le réseau visité. Concrètement, si un forfait national 5G est utilisé en roaming dans l'EEE, et que la technologie 5G est disponible sur le réseau visité, alors il la connexion en 5G doit être possible.

## Récapitulatif des limites de prix dans l'Espace économique européen
| à partir du                                                                                                 | à partir du                                                                                                 | à partir du                                                                                                 | 30 août 2007 | 30 août 2008 | 1er juill. 2009                                                                                                 | 1er juill. 2010                                                                                                 | 1er juill. 2011                                                                                                 | 1er juill. 2012                                                                                                 | 1er juill. 2013                                                                                                 | 1er juill. 2014                                                                                                 | 30 avr. 2016 | 15 juin 2017 | 1er janv. 2018                                                                                                  | 1er janv. 2019                                                                                                  | 1er janv. 2020                                                                                                  | 1er janv. 2021                                                                                                  | 1er janv. 2022                                                                                                  | 1er juill. 2022                                                                                                 | 1er janv. 2023                                                                                                  | 1er janv. 2024                                                                                                  | 1er janv. 2025                                                                                                  | 1er janv. 2026                                                                                                  | 1er janv. 2027                                                                                                  |
| jusqu'au | jusqu'au | jusqu'au | 29 août 2008 | 30 juin 2009 | 30 juin 2010 | 30 juin 2011 | 30 juin 2012 | 30 juin 2013 | 30 juin 2014 | 29 avr. 2016 | 14 juin 2017 | 31 déc. 2017 | 31 déc. 2018 | 31 déc. 2019 | 31 déc. 2020 | 31 déc. 2021 | 30 juin 2022 | 31 déc. 2022 | 31 déc. 2023 | 31 déc. 2024 | 31 déc. 2025 | 31 déc. 2026 | 30 juin 2032 |
| | | | | | | | | | | | | | | | | | | | | | | | |
| Service | Service | Unité | Limites des prix HT de l'itinérance dans l'UE et l'EEE (en centimes d'euro HT) , (Prix de détail)               | Limites des prix HT de l'itinérance dans l'UE et l'EEE (en centimes d'euro HT) , (Prix de détail)               | Limites des prix HT de l'itinérance dans l'UE et l'EEE (en centimes d'euro HT) , (Prix de détail)               | Limites des prix HT de l'itinérance dans l'UE et l'EEE (en centimes d'euro HT) , (Prix de détail)               | Limites des prix HT de l'itinérance dans l'UE et l'EEE (en centimes d'euro HT) , (Prix de détail)               | Limites des prix HT de l'itinérance dans l'UE et l'EEE (en centimes d'euro HT) , (Prix de détail)               | Limites des prix HT de l'itinérance dans l'UE et l'EEE (en centimes d'euro HT) , (Prix de détail)               | Limites des prix HT de l'itinérance dans l'UE et l'EEE (en centimes d'euro HT) , (Prix de détail)               | Limites des prix HT de l'itinérance dans l'UE et l'EEE (en centimes d'euro HT) , (Prix de détail)               | Limites des prix HT de l'itinérance dans l'UE et l'EEE (en centimes d'euro HT) , (Prix de détail)               | Limites des prix HT de l'itinérance dans l'UE et l'EEE (en centimes d'euro HT) , (Prix de détail)               | Limites des prix HT de l'itinérance dans l'UE et l'EEE (en centimes d'euro HT) , (Prix de détail)               | Limites des prix HT de l'itinérance dans l'UE et l'EEE (en centimes d'euro HT) , (Prix de détail)               | Limites des prix HT de l'itinérance dans l'UE et l'EEE (en centimes d'euro HT) , (Prix de détail)               | Limites des prix HT de l'itinérance dans l'UE et l'EEE (en centimes d'euro HT) , (Prix de détail)               | Limites des prix HT de l'itinérance dans l'UE et l'EEE (en centimes d'euro HT) , (Prix de détail)               | Limites des prix HT de l'itinérance dans l'UE et l'EEE (en centimes d'euro HT) , (Prix de détail)               | Limites des prix HT de l'itinérance dans l'UE et l'EEE (en centimes d'euro HT) , (Prix de détail)               | Limites des prix HT de l'itinérance dans l'UE et l'EEE (en centimes d'euro HT) , (Prix de détail)               | Limites des prix HT de l'itinérance dans l'UE et l'EEE (en centimes d'euro HT) , (Prix de détail)               | Limites des prix HT de l'itinérance dans l'UE et l'EEE (en centimes d'euro HT) , (Prix de détail)               |
| Appel | sortant (vers un no de l'EEE)                                                                               | Prix d'une minute                                                                                           | 49 | 46 | 43 | 39 | 35 | 29 | 24 | 19 | tarif national +5,                                                                                              | tarif national,                                                                                                 | tarif national,                                                                                                 | tarif national,                                                                                                 | tarif national,                                                                                                 | tarif national,                                                                                                 | tarif national,                                                                                                 | tarif national,                                                                                                 | tarif national,                                                                                                 | tarif national,                                                                                                 | tarif national,                                                                                                 | tarif national,                                                                                                 | tarif national,                                                                                                 |
| Appel | sortant (vers un no de l'EEE)                                                                               | Intervalle de facturation                                                                                   | Non réglementé                                                                                                  | Non réglementé                                                                                                  | par seconde à partir de la 31e seconde,                                                                         | par seconde à partir de la 31e seconde,                                                                         | par seconde à partir de la 31e seconde,                                                                         | par seconde à partir de la 31e seconde,                                                                         | par seconde à partir de la 31e seconde,                                                                         | par seconde à partir de la 31e seconde,                                                                         | par seconde à partir de la 31e seconde,                                                                         | par seconde à partir de la 31e seconde,                                                                         | par seconde à partir de la 31e seconde,                                                                         | par seconde à partir de la 31e seconde,                                                                         | par seconde à partir de la 31e seconde,                                                                         | par seconde à partir de la 31e seconde,                                                                         | par seconde à partir de la 31e seconde,                                                                         | par seconde à partir de la 31e seconde,                                                                         | par seconde à partir de la 31e seconde,                                                                         | par seconde à partir de la 31e seconde,                                                                         | par seconde à partir de la 31e seconde,                                                                         | par seconde à partir de la 31e seconde,                                                                         | par seconde à partir de la 31e seconde,                                                                         |
| Appel | | | | | | | | | | | | | | | | | | | | | | | |
| Appel | entrants (venant de n'importe quel no )                                                                     | Prix d'une minute                                                                                           | 24 | 22 | 19 | 15 | 11 | 8 | 7 | 5 | tarif national +1.14,                                                                                           | tarif national                                                                                                  | tarif national                                                                                                  | tarif national                                                                                                  | tarif national                                                                                                  | tarif national                                                                                                  | tarif national                                                                                                  | tarif national                                                                                                  | tarif national                                                                                                  | tarif national                                                                                                  | tarif national                                                                                                  | tarif national                                                                                                  | tarif national                                                                                                  |
| Appel | entrants (venant de n'importe quel no )                                                                     | Intervalle de facturation                                                                                   | Non réglementé                                                                                                  | Non réglementé                                                                                                  | par seconde dès la 1re seconde,                                                                                 | par seconde dès la 1re seconde,                                                                                 | par seconde dès la 1re seconde,                                                                                 | par seconde dès la 1re seconde,                                                                                 | par seconde dès la 1re seconde,                                                                                 | par seconde dès la 1re seconde,                                                                                 | par seconde dès la 1re seconde,                                                                                 | par seconde dès la 1re seconde,                                                                                 | par seconde dès la 1re seconde,                                                                                 | par seconde dès la 1re seconde,                                                                                 | par seconde dès la 1re seconde,                                                                                 | par seconde dès la 1re seconde,                                                                                 | par seconde dès la 1re seconde,                                                                                 | par seconde dès la 1re seconde,                                                                                 | par seconde dès la 1re seconde,                                                                                 | par seconde dès la 1re seconde,                                                                                 | par seconde dès la 1re seconde,                                                                                 | par seconde dès la 1re seconde,                                                                                 | par seconde dès la 1re seconde,                                                                                 |
| Appel | | | | | | | | | | | | | | | | | | | | | | | |
| Appel | entrant (redirigé vers la boite vocale)                                                                     | Prix d'une minute                                                                                           | 73 | 68 | 62 | gratuits, | gratuits, | gratuits, | gratuits, | gratuits, | gratuits, | gratuits, | gratuits, | gratuits, | gratuits, | gratuits, | gratuits, | gratuits, | gratuits, | gratuits, | gratuits, | gratuits, | gratuits, |
| | | | | | | | | | | | | | | | | | | | | | | | |
| SMS | sortant (vers un no de l'EEE)                                                                               | Prix d'un SMS                                                                                               | Non réglementé                                                                                                  | Non réglementé                                                                                                  | 11 | 11 | 11 | 9 | 8 | 6 | tarif national +2,                                                                                              | tarif national,                                                                                                 | tarif national,                                                                                                 | tarif national,                                                                                                 | tarif national,                                                                                                 | tarif national,                                                                                                 | tarif national,                                                                                                 | tarif national,                                                                                                 | tarif national,                                                                                                 | tarif national,                                                                                                 | tarif national,                                                                                                 | tarif national,                                                                                                 | tarif national,                                                                                                 |
| SMS | | | | | | | | | | | | | | | | | | | | | | | |
| SMS | entrant | Prix d'un SMS                                                                                               | Non réglementé                                                                                                  | Non réglementé                                                                                                  | gratuits, | gratuits, | gratuits, | gratuits, | gratuits, | gratuits, | gratuits, | gratuits, | gratuits, | gratuits, | gratuits, | gratuits, | gratuits, | gratuits, | gratuits, | gratuits, | gratuits, | gratuits, | gratuits, |
| | | | | | | | | | | | | | | | | | | | | | | | |
| Données internet                                                                                            | Données internet                                                                                            | Prix d'un Mo                                                                                                | Non réglementé                                                                                                  | Non réglementé                                                                                                  | Non réglementé                                                                                                  | Non réglementé                                                                                                  | Non réglementé                                                                                                  | 70 | 45 | 20 | tarif national +5,                                                                                              | tarif national, (avec limites)                                                                                  | tarif national, (avec limites)                                                                                  | tarif national, (avec limites)                                                                                  | tarif national, (avec limites)                                                                                  | tarif national, (avec limites)                                                                                  | tarif national, (avec limites)                                                                                  | tarif national, (avec limites)                                                                                  | tarif national, (avec limites)                                                                                  | tarif national, (avec limites)                                                                                  | tarif national, (avec limites)                                                                                  | tarif national, (avec limites)                                                                                  | tarif national, (avec limites)                                                                                  |
| Données internet                                                                                            | Données internet                                                                                            | Intervalle de facturation                                                                                   | Non réglementé                                                                                                  | Non réglementé                                                                                                  | Non réglementé                                                                                                  | Non réglementé                                                                                                  | Non réglementé                                                                                                  | par ko à partir du 1er ko,                                                                                      | par ko à partir du 1er ko,                                                                                      | par ko à partir du 1er ko,                                                                                      | par ko à partir du 1er ko,                                                                                      | par ko à partir du 1er ko,                                                                                      | par ko à partir du 1er ko,                                                                                      | par ko à partir du 1er ko,                                                                                      | par ko à partir du 1er ko,                                                                                      | par ko à partir du 1er ko,                                                                                      | par ko à partir du 1er ko,                                                                                      | par ko à partir du 1er ko,                                                                                      | par ko à partir du 1er ko,                                                                                      | par ko à partir du 1er ko,                                                                                      | par ko à partir du 1er ko,                                                                                      | par ko à partir du 1er ko,                                                                                      | par ko à partir du 1er ko,                                                                                      |
| Données internet                                                                                            | Données internet                                                                                            | Limite mensuelle de coupure par défaut                                                                      | Non réglementé                                                                                                  | Non réglementé                                                                                                  | Non réglementé                                                                                                  | 50 €, | 50 €, | 50 €, | 50 €, | 50 €, | 50 €, | 50 €, | 50 €, | 50 €, | 50 €, | 50 €, | 50 €, | 50 €, | 50 €, | 50 €, | 50 €, | 50 €, | 50 €, |
| | | | | | | | | | | | | | | | | | | | | | | | |
| Notification SMS avec les tarifs d'itinérance                                                               | Notification SMS avec les tarifs d'itinérance                                                               | Notification SMS avec les tarifs d'itinérance                                                               | Non réglementé                                                                                                  | Non réglementé                                                                                                  | Oui, | Oui, | Oui, | Oui, | Oui, | Oui, | Oui, | Oui, | Oui, | Oui, | Oui, | Oui, | Oui, | Oui, | Oui, | Oui, | Oui, | Oui, | Oui, |
| | | | | | | | | | | | | | | | | | | | | | | | |
| no gratuit à appeler pour avoir les détails des tarifs d'itinérance                                         | no gratuit à appeler pour avoir les détails des tarifs d'itinérance                                         | no gratuit à appeler pour avoir les détails des tarifs d'itinérance                                         | Non réglementé                                                                                                  | Non réglementé                                                                                                  | Oui, | Oui, | Oui, | Oui, | Oui, | Oui, | Oui, | Oui, | Oui, | Oui, | Oui, | Oui, | Oui, | Oui, | Oui, | Oui, | Oui, | Oui, | Oui, |
| | | | | | | | | | | | | | | | | | | | | | | | |
| L'accès gratuit au 112 en itinérance                                                                        | L'accès gratuit au 112 en itinérance                                                                        | L'accès gratuit au 112 en itinérance                                                                        | Non réglementé                                                                                                  | Non réglementé                                                                                                  | Oui, | Oui, | Oui, | Oui, | Oui, | Oui, | Oui, | Oui, | Oui, | Oui, | Oui, | Oui, | Oui, | Oui, | Oui, | Oui, | Oui, | Oui, | Oui, |
| | | | | | | | | | | | | | | | | | | | | | | | |
| Service | Service | Unité | Limites des prix HT de l'itinérance dans l'UE et l'EEE (en centimes d'euros HT) (Prix de gros entre opérateurs) | Limites des prix HT de l'itinérance dans l'UE et l'EEE (en centimes d'euros HT) (Prix de gros entre opérateurs) | Limites des prix HT de l'itinérance dans l'UE et l'EEE (en centimes d'euros HT) (Prix de gros entre opérateurs) | Limites des prix HT de l'itinérance dans l'UE et l'EEE (en centimes d'euros HT) (Prix de gros entre opérateurs) | Limites des prix HT de l'itinérance dans l'UE et l'EEE (en centimes d'euros HT) (Prix de gros entre opérateurs) | Limites des prix HT de l'itinérance dans l'UE et l'EEE (en centimes d'euros HT) (Prix de gros entre opérateurs) | Limites des prix HT de l'itinérance dans l'UE et l'EEE (en centimes d'euros HT) (Prix de gros entre opérateurs) | Limites des prix HT de l'itinérance dans l'UE et l'EEE (en centimes d'euros HT) (Prix de gros entre opérateurs) | Limites des prix HT de l'itinérance dans l'UE et l'EEE (en centimes d'euros HT) (Prix de gros entre opérateurs) | Limites des prix HT de l'itinérance dans l'UE et l'EEE (en centimes d'euros HT) (Prix de gros entre opérateurs) | Limites des prix HT de l'itinérance dans l'UE et l'EEE (en centimes d'euros HT) (Prix de gros entre opérateurs) | Limites des prix HT de l'itinérance dans l'UE et l'EEE (en centimes d'euros HT) (Prix de gros entre opérateurs) | Limites des prix HT de l'itinérance dans l'UE et l'EEE (en centimes d'euros HT) (Prix de gros entre opérateurs) | Limites des prix HT de l'itinérance dans l'UE et l'EEE (en centimes d'euros HT) (Prix de gros entre opérateurs) | Limites des prix HT de l'itinérance dans l'UE et l'EEE (en centimes d'euros HT) (Prix de gros entre opérateurs) | Limites des prix HT de l'itinérance dans l'UE et l'EEE (en centimes d'euros HT) (Prix de gros entre opérateurs) | Limites des prix HT de l'itinérance dans l'UE et l'EEE (en centimes d'euros HT) (Prix de gros entre opérateurs) | Limites des prix HT de l'itinérance dans l'UE et l'EEE (en centimes d'euros HT) (Prix de gros entre opérateurs) | Limites des prix HT de l'itinérance dans l'UE et l'EEE (en centimes d'euros HT) (Prix de gros entre opérateurs) | Limites des prix HT de l'itinérance dans l'UE et l'EEE (en centimes d'euros HT) (Prix de gros entre opérateurs) | Limites des prix HT de l'itinérance dans l'UE et l'EEE (en centimes d'euros HT) (Prix de gros entre opérateurs) |
| Appel | sortant (vers un no de l'EEE)                                                                               | Prix d'une minute                                                                                           | 30 | 28 | 26 | 22 | 18 | 14 | 10 | 5 | 5 | 3,2 | 3,2 | 3,2 | 3,2 | 3,2 | 3,2 | 2,2 | 2,2 | 2,2 | 1,9 | 1,9 | 1,9 |
| Appel | sortant (vers un no de l'EEE)                                                                               | Intervalle de facturation                                                                                   | Non réglementé                                                                                                  | Non réglementé                                                                                                  | par seconde à partir de la 31e seconde,                                                                         | par seconde à partir de la 31e seconde,                                                                         | par seconde à partir de la 31e seconde,                                                                         | par seconde à partir de la 31e seconde,                                                                         | par seconde à partir de la 31e seconde,                                                                         | par seconde à partir de la 31e seconde,                                                                         | par seconde à partir de la 31e seconde,                                                                         | par seconde à partir de la 31e seconde,                                                                         | par seconde à partir de la 31e seconde,                                                                         | par seconde à partir de la 31e seconde,                                                                         | par seconde à partir de la 31e seconde,                                                                         | par seconde à partir de la 31e seconde,                                                                         | par seconde à partir de la 31e seconde,                                                                         | par seconde à partir de la 31e seconde,                                                                         | par seconde à partir de la 31e seconde,                                                                         | par seconde à partir de la 31e seconde,                                                                         | par seconde à partir de la 31e seconde,                                                                         | par seconde à partir de la 31e seconde,                                                                         | par seconde à partir de la 31e seconde,                                                                         |
| Appel | | | | | | | | | | | | | | | | | | | | | | | |
| Appel | entrant | | Non réglementé: même prix qu'un appel non-itinérant                                                             | Non réglementé: même prix qu'un appel non-itinérant                                                             | Non réglementé: même prix qu'un appel non-itinérant                                                             | Non réglementé: même prix qu'un appel non-itinérant                                                             | Non réglementé: même prix qu'un appel non-itinérant                                                             | Non réglementé: même prix qu'un appel non-itinérant                                                             | Non réglementé: même prix qu'un appel non-itinérant                                                             | Non réglementé: même prix qu'un appel non-itinérant                                                             | Non réglementé: même prix qu'un appel non-itinérant                                                             | Non réglementé: même prix qu'un appel non-itinérant                                                             | Non réglementé: même prix qu'un appel non-itinérant                                                             | Non réglementé: même prix qu'un appel non-itinérant                                                             | Non réglementé: même prix qu'un appel non-itinérant                                                             | Non réglementé: même prix qu'un appel non-itinérant                                                             | Non réglementé: même prix qu'un appel non-itinérant                                                             | Non réglementé: même prix qu'un appel non-itinérant                                                             | Non réglementé: même prix qu'un appel non-itinérant                                                             | Non réglementé: même prix qu'un appel non-itinérant                                                             | Non réglementé: même prix qu'un appel non-itinérant                                                             | Non réglementé: même prix qu'un appel non-itinérant                                                             | Non réglementé: même prix qu'un appel non-itinérant                                                             |
| | | | | | | | | | | | | | | | | | | | | | | | |
| SMS | sortant (vers un no de l'EEE)                                                                               | Prix d'un SMS                                                                                               | Non réglementé                                                                                                  | Non réglementé                                                                                                  | 4 | 4 | 4 | 3 | 2 | 2 | 2 | 1 | 1 | 1 | 1 | 1 | 1 | 0,4 | 0,4 | 0,4 | 0,3 | 0,3 | 0,3 |
| SMS | | | | | | | | | | | | | | | | | | | | | | | |
| SMS | entrant | Prix d'un SMS                                                                                               | Non réglementé                                                                                                  | Non réglementé                                                                                                  | gratuit, | gratuit, | gratuit, | gratuit, | gratuit, | gratuit, | gratuit, | gratuit, | gratuit, | gratuit, | gratuit, | gratuit, | gratuit, | gratuit, | gratuit, | gratuit, | gratuit, | gratuit, | gratuit, |
| | | | | | | | | | | | | | | | | | | | | | | | |
| Données internet                                                                                            | Données internet                                                                                            | Prix d'un Mo                                                                                                | Non réglementé                                                                                                  | Non réglementé                                                                                                  | 100 | 80 | 50 | 25 | 15 | 5 | 5 | 0,77 | 0,6 | 0,45 | 0,35 | 0,3 | 0,25 | 0,2 | 0,18 | 0,155 | 0,13 | 0,11 | 0,1 |
| Données internet                                                                                            | Données internet                                                                                            | Intervalle de facturation                                                                                   | Non réglementé                                                                                                  | Non réglementé                                                                                                  | par ko à partir du 1er ko,                                                                                      | par ko à partir du 1er ko,                                                                                      | par ko à partir du 1er ko,                                                                                      | par ko à partir du 1er ko,                                                                                      | par ko à partir du 1er ko,                                                                                      | par ko à partir du 1er ko,                                                                                      | par ko à partir du 1er ko,                                                                                      | par ko à partir du 1er ko,                                                                                      | par ko à partir du 1er ko,                                                                                      | par ko à partir du 1er ko,                                                                                      | par ko à partir du 1er ko,                                                                                      | par ko à partir du 1er ko,                                                                                      | par ko à partir du 1er ko,                                                                                      | par ko à partir du 1er ko,                                                                                      | par ko à partir du 1er ko,                                                                                      | par ko à partir du 1er ko,                                                                                      | par ko à partir du 1er ko,                                                                                      | par ko à partir du 1er ko,                                                                                      | par ko à partir du 1er ko,                                                                                      |
| | | | | | | | | | | | | | | | | | | | | | | | |
| Droit d'utiliser les réseaux d'autres opérateurs dans d'autres États membres à des prix de gros réglementés | Droit d'utiliser les réseaux d'autres opérateurs dans d'autres États membres à des prix de gros réglementés | Droit d'utiliser les réseaux d'autres opérateurs dans d'autres États membres à des prix de gros réglementés | Non réglementé                                                                                                  | Non réglementé                                                                                                  | Non réglementé                                                                                                  | Non réglementé                                                                                                  | Non réglementé                                                                                                  | Non réglementé                                                                                                  | Non réglementé                                                                                                  | Oui, | Oui, | Oui, | Oui, | Oui, | Oui, | Oui, | Oui, | Oui, | Oui, | Oui, | Oui, | Oui, | Oui, |
| | | | | | | | | | | | | | | | | | | | | | | | |
| Légende : - Passé - Présent - Futur                                                                         | Légende : - Passé - Présent - Futur                                                                         | Notes:1. 2. 3. 4.                                                                                           | Notes:1. 2. 3. 4.                                                                                               | Notes:1. 2. 3. 4.                                                                                               | Notes:1. 2. 3. 4.                                                                                               | Notes:1. 2. 3. 4.                                                                                               | Notes:1. 2. 3. 4.                                                                                               | Notes:1. 2. 3. 4.                                                                                               | Notes:1. 2. 3. 4.                                                                                               | Notes:1. 2. 3. 4.                                                                                               | Notes:1. 2. 3. 4.                                                                                               | Notes:1. 2. 3. 4.                                                                                               | Notes:1. 2. 3. 4.                                                                                               | Notes:1. 2. 3. 4.                                                                                               | Notes:1. 2. 3. 4.                                                                                               | Notes:1. 2. 3. 4.                                                                                               | Notes:1. 2. 3. 4.                                                                                               | Notes:1. 2. 3. 4.                                                                                               | Notes:1. 2. 3. 4.                                                                                               | Notes:1. 2. 3. 4.                                                                                               | Notes:1. 2. 3. 4.                                                                                               | Notes:1. 2. 3. 4.                                                                                               | Notes:1. 2. 3. 4.                                                                                               |

## Limites
Depuis le 15 juin 2017, les frais d'itinérance sont abolis, pour autant que le téléphone soit utilisé à l'étranger de manière temporaire.  
Des limites ont été fixées par la Commission européenne le 15 décembre 2016, notamment en ce qui concerne les données (pour les forfaits en proposant dans le cadre national) : deux fois le volume en Go obtenu en divisant le prix de détail national global de cette formule, hors TVA, pour l’ensemble de la période de facturation en question, par le prix de gros maximal réglementé de l’itinérance (1,3 €/Go dès janvier 2025).
Par exemple, pour un forfait facturé 20 €/mois TTC, cela correspond à 16,67 €/mois HT (pour les taux applicables en France), divisé par 1,3 € puis multiplié par 2, soit 25,6 Go (minimum légal) utilisable dans le cadre de l'itinérance dans l'Espace économique européen. 
Cependant, si le volume proposé pour le pays d'origine est inférieur à cette limite, l'opérateur n'est pas tenu d'offrir une enveloppe plus large pour l'itinérance. Par exemple, toujours dans le cadre d'un forfait facturé 20 €/mois TTC: Si ce forfait propose 5 Go dans le pays d'origine (soit moins que les 25,6 Go calculés ci-dessus pour la France), le volume pour l'itinérance peut se limiter à ces 5 Go.
Pour les cartes prépayées, la quantité de données n'est pas doublée et serait alors dans cet exemple 12,8 Go.
Des surcharges tarifaires inférieures aux prix de gros (1,9 c€/min par appel, 0,3 c€/SMS et 0,13 c€/Mo dès janvier 2025) peuvent être appliquées à l'abonné dans les cas suivants:
- Dépassement de la limite pour les données,
- Séjour prolongé à l'étranger, considéré alors comme usage abusif. Ce point n'est pas clairement défini.

## Communications depuis le pays d'origine
Les communications depuis le pays d'origine ne sont pas concernées par les règlements sur l'Itinérance. Le tarif des communications depuis le pays d'origine vers un pays de l'Espace économique européen est règlementé différemment. En effet, depuis le 15 mai 2019, les plafonds suivants sont en vigueur dans ce cas de figure: 19 c€/min HT et 6 c€ HT par SMS.

## Sources

## Compléments